# ویچیتا (کانزاس)
ویچیتا (به انگلیسی: Wichita) شهری است در ایالت کانزاس در کشور آمریکا.
جمعیت شهر ۵۸۲٬۴۳۵ نفر برآورد شده است.

## اهالی سرشناس
هنرپیشگان مشهوری از ویچیتا برخاسته‌اند. از جمله کریستی آلی برنده جوایز امی و گلدن گلوب، و نیز هتی مکدنیل ستاره زن برندهٔ اسکار فیلم بر باد رفته.
تجار و اهالی کسب و کار، چارلز و دیوید اچ. کوک (صنایع کوک)، دن و فرنک کارنی (پیتزا هات)، کلاید سسنا (سسنا) همگی در ویچیتا متولد شده یا در آن زیسته‌اند.

## نگارخانه

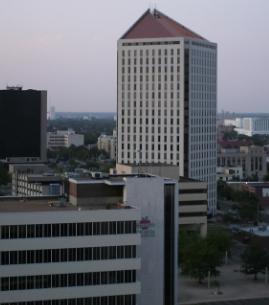
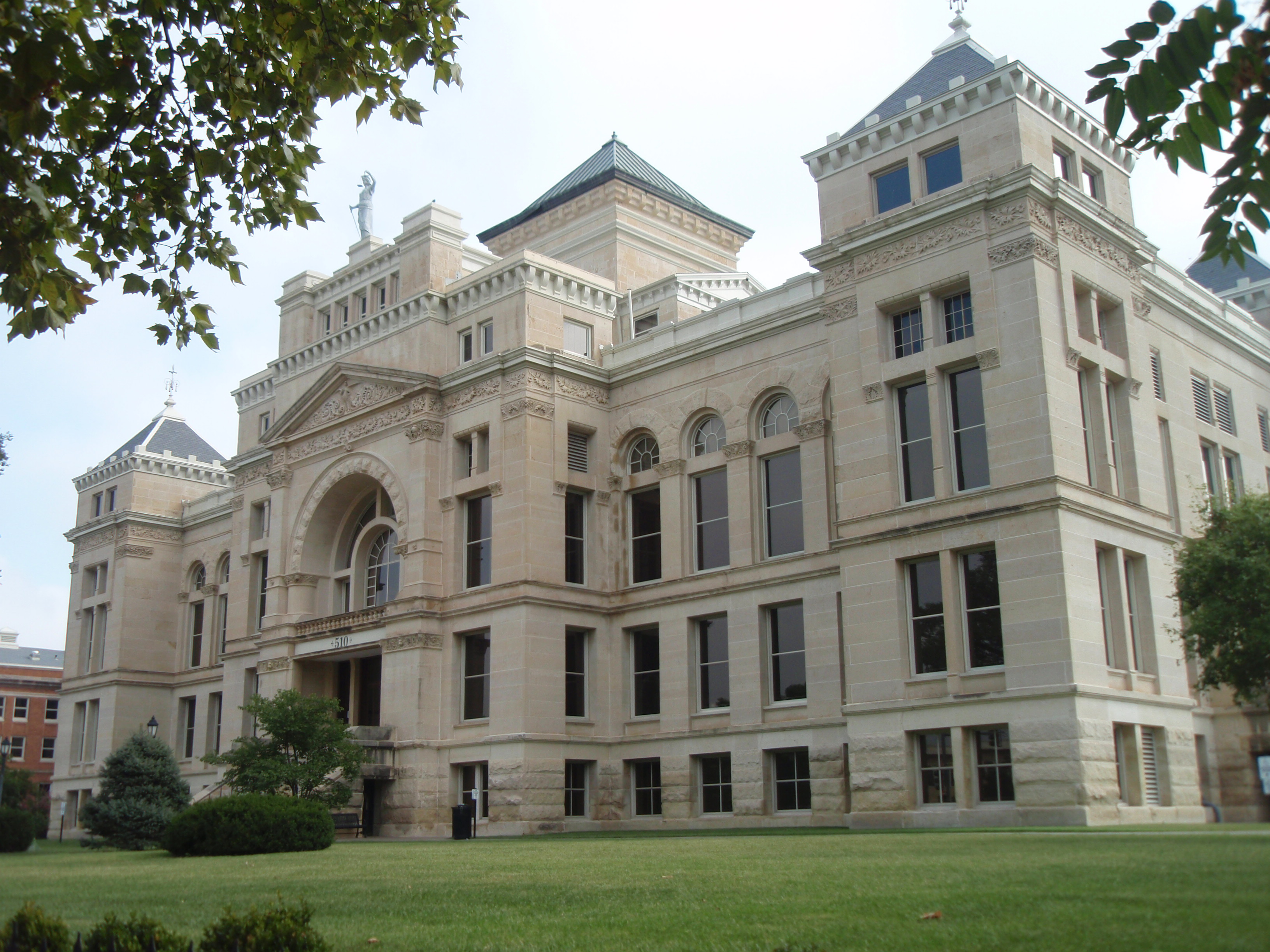
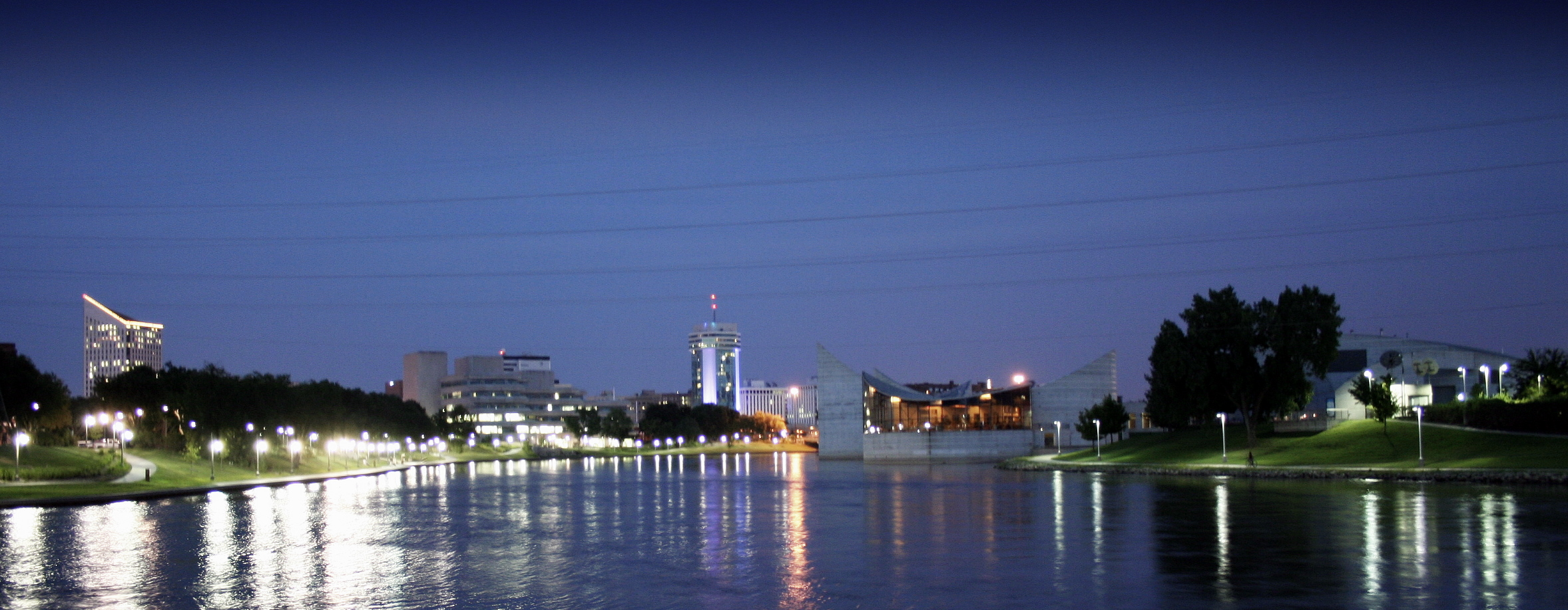